# Paul Spong
Pour les articles homonymes, voir Spong.
Paul Spong, né à Whakatane, est un neuroscientifique et biologiste marin néo-zélandais spécialiste des cétacés et plus particulièrement des orques.
Il a passé plus de trente années à étudier les orques en Colombie-Britannique et est crédité d'avoir sensibilisé le public envers leur chasse, par son engagement auprès de Greenpeace.
Il est le fondateur en 1970 d'OrcaLab, un centre d'étude situé sur l'île Hanson.